# T Centauri

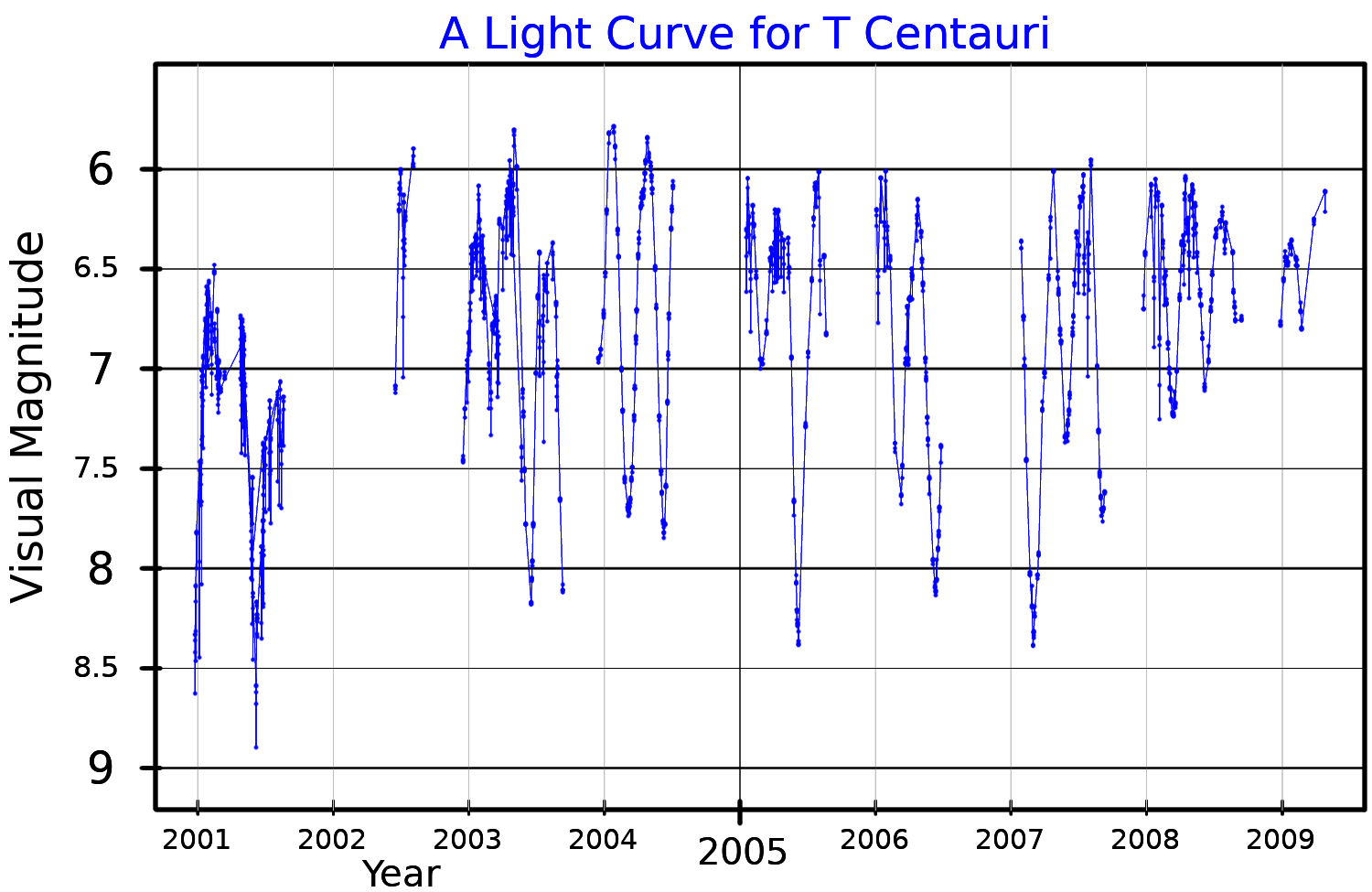
Curva de luz emitida por la estrella T Centenari.

T Centauri (T Cen / HD 119090 / HR 5147) es una estrella variable en la constelación de Centaurus, situada al norte de la misma a un minuto de arco de 1 Centauri. Su variabilidad fue observada por vez primera en 1894 desde Gibraltar por E. E. Markwick. Se encuentra a una distancia aproximada de 1370 años luz del sistema solar.
T Centauri es una gigante luminosa que aparece catalogada en la base de datos SIMBAD como K6:II:ev.
Es una variable semirregular cuyo brillo varía entre magnitud aparente +5,5 y +9,0 a lo largo de un período de 90,44 días. Está clasificada como variable de tipo SRA, que se caracterizan por una periodicidad persistente con períodos comprendidos entre 35 y 1200 días.
En el caso de T Centauri, su tipo espectral —y en consecuencia su temperatura— varía también desde K0 (amarillo-naranja) a M4 (rojo), siendo su tipo medio K6.
La relación existente entre el ciclo visual y las variación de temperatura no es bien conocida.
La luminosidad de T Centauri puede ser 600 veces mayor que la del Sol, si bien esta cifra es sólo aproximada.
Su radio es unas 50 veces más grande que el radio solar y su masa puede ser unas dos veces mayor que la del Sol.
En cuanto a su estado evolutivo, se piensa que T Centauri ha finalizado la fusión nuclear del helio y está incrementando de nuevo su brillo.